# Флаг сельского поселения Зубовское
Флаг сельского поселения Зу́бовское — официальный символ муниципального образования сельское поселение Зубовское Клинского муниципального района Московской области Российской Федерации.
Флаг утверждён 21 ноября 2008 года и внесён в Государственный геральдический регистр Российской Федерации с присвоением регистрационного номера 4555.
Флаг составлен на основе герба сельского поселения Зубовское по правилам и соответствующим традициям геральдики и отражает исторические, культурные, социально-экономические, национальные и иные местные традиции.

## Описание
«Прямоугольное полотнище с отношением ширины к длине 2:3, воспроизводящее фигуры из герба поселения, выполненные голубыми, белыми, серыми, жёлтыми и оранжевыми цветами».
Геральдическое описание герба гласит: «В лазоревом поле серебряное острие, обременённое зелёной ветвью черёмухи с чёрными ягодами и сопровождённое во главе золотым почтовым рожком, а по сторонам — древними княжескими шапками того же металла».

## Обоснование символики
Сельское поселение Зубовское, расположенное на востоке Клинского района славится своей природой.
Сельское поселение Зубовское расположено на территории Клинско-Дмитровской гряды. Здесь находится одна из наивысших точек района — деревня Борис-Глеб. Вероятно, название деревни произошло от имён двух русских святых благоверных князей мучеников Бориса и Глеба. Треугольник, сопровождённый по сторонам двумя княжескими шапками, аллегорически указывает на это место.
На территории поселения расположено большое количество источников, протекает река Лутосня, берега которой утопают в зарослях черёмухи. Весной не смолкают трели соловьёв. Голубой цвет полотнища флага и ветвь черёмухи отражают местные красоты.
Жёлтый рожок в верхней части флага символизирует неразрывную историческую связь Зубовского поселения с Клинским районом: почтовый рожок — элемент герба Клинского муниципального района.
Белый цвет (серебро) — символ чистоты, ясности, открытости.
Жёлтый цвет (золото) — символ высшей ценности, величия, великодушия, богатства, урожая.
Зелёный цвет символизирует весну, здоровье, природу, жизненный рост.
Голубой цвет (лазурь) — символ чести, благородства, духовности и возвышенных устремлений.
Чёрный цвет — символ мудрости, скромности, плодородия, вечности бытия.